# 2012年明斯克泰迪熊空投事件
2012年7月4日，一架由瑞典廣告公司Studio Total包租的飛機於7月4日非法闯入白俄羅斯的領空，將數百隻帶有民主訊息的紙條以泰迪熊为载体进行空投。此前白俄羅斯政府否認該事件曾發生，並稱Studio Total發布的空投鏡頭是騙局後，最終於2012年7月26日承認泰迪熊空投確實發生了。
這一事件極大地激怒了白俄羅斯總統亞歷山大·盧卡申科，他認為這是一次重大的國家安全失誤。事件发生后，盧卡申科解雇了兩名高級將領，即白俄羅斯邊防部隊和防空部隊的負責人，因為他們未能攔截Studio Total的飛機。空投事件導致白俄羅斯和瑞典之間的外交危機升級。2012年8月3日，白俄羅斯驅逐了瑞典大使，隨後命令瑞典使館剩餘工作人員於月底前離開白俄羅斯；除此以外，白俄羅斯還從瑞典撤回了其大使和所有大使館的工作人員。

## 外部連結
- Photos related to the teddy bears airdrop, at the Studio Total website